# یان جوریتسا
یان دوریکا (انگلیسی: Ján Ďurica؛ زادهٔ ۱۰ دسامبر ۱۹۸۱) یک بازیکن فوتبال اهل اسلواکی است.
وی همچنین در تیم ملی فوتبال اسلواکی بازی کرده‌است.